# 卡利普斯陨石坑
卡利普斯陨石坑（Calippus）是位于月球正面高加索山脉东侧边缘的一座小型月球撞击坑，形成于早雨海世时期。以古希腊天文学家卡利普斯（公元前370年-公元前300年）之名命名，1935年被国际天文联合会正式接受。

## 特征描述

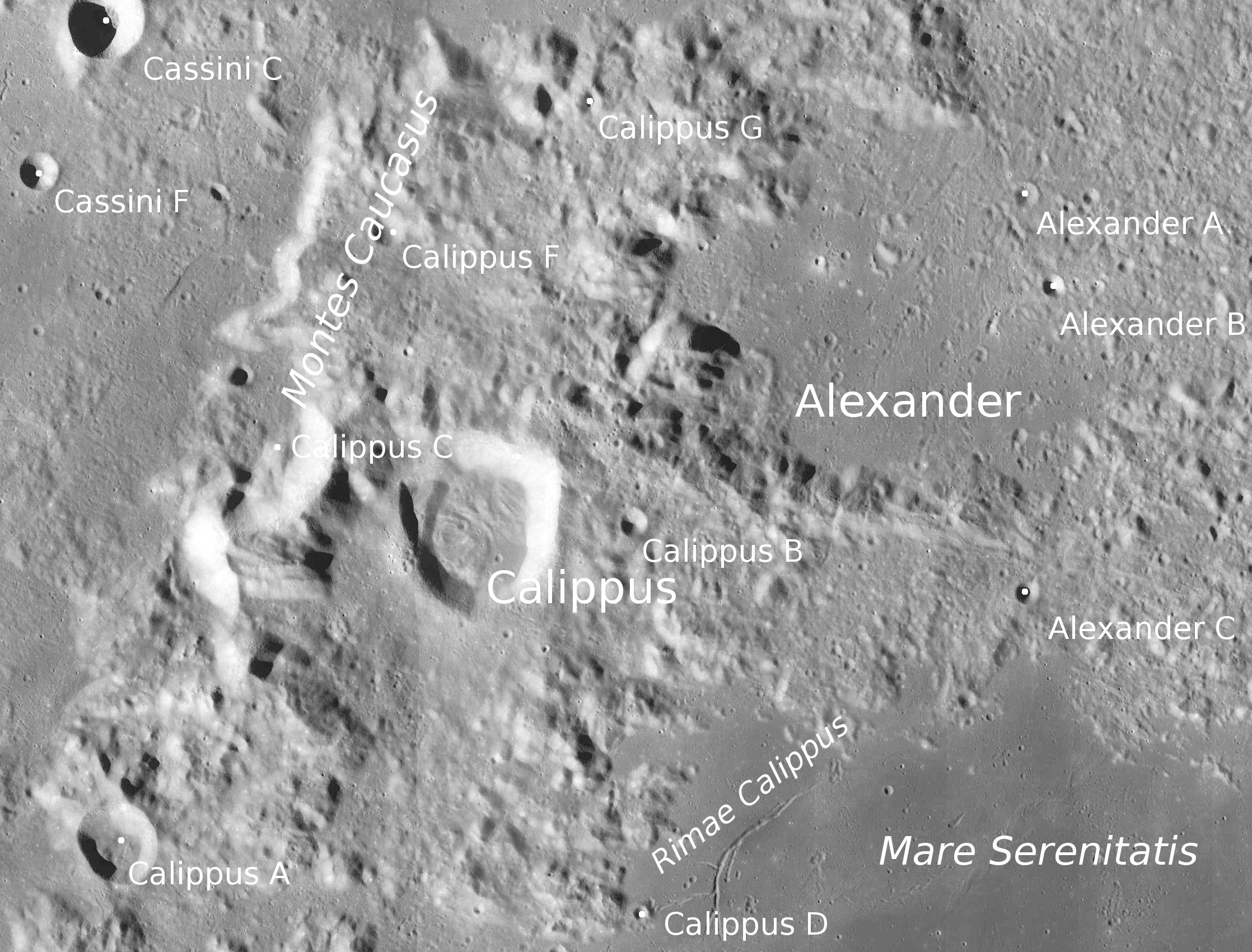
卡利普斯陨石坑周边地貌，月球勘测轨道飞行器拍摄。

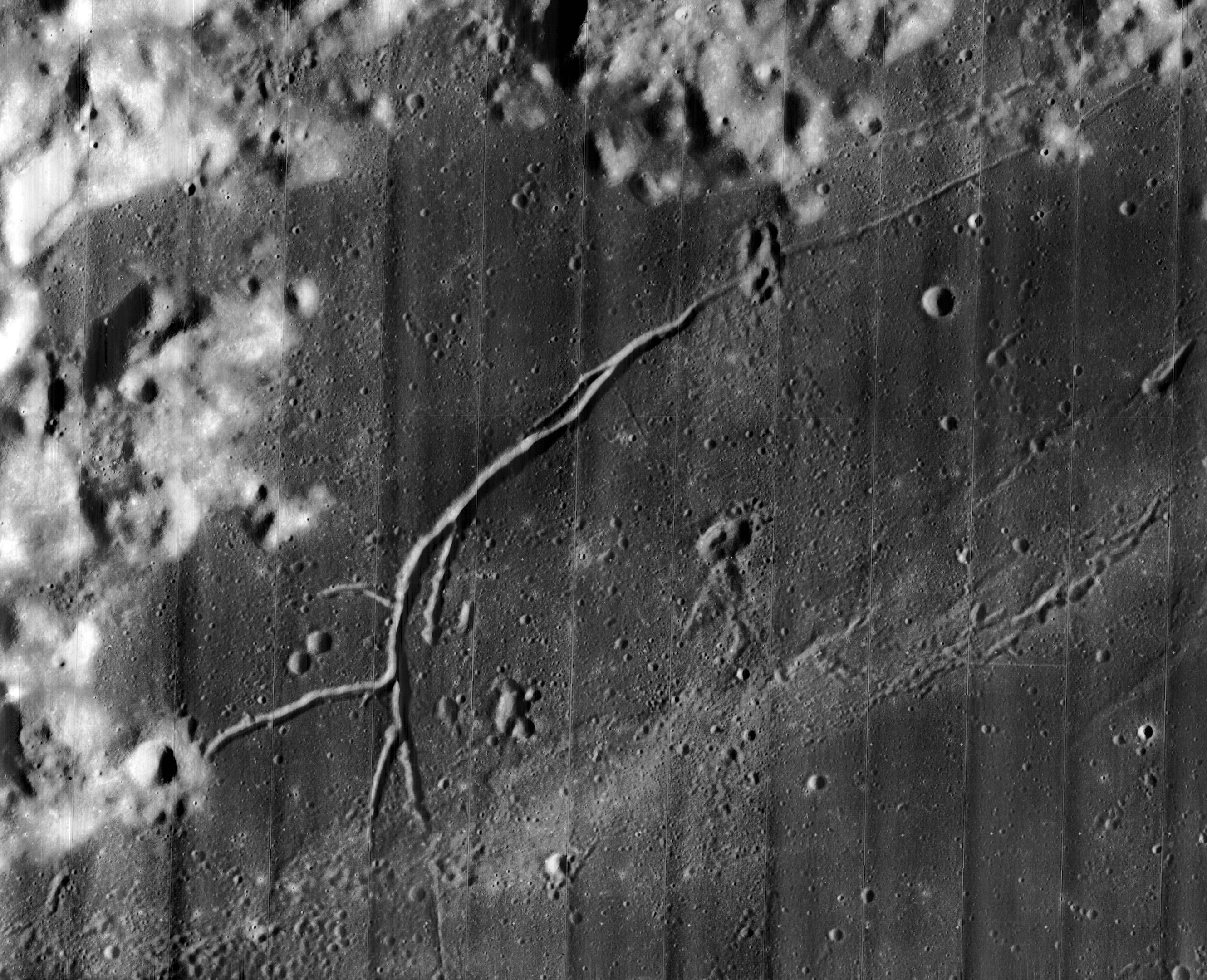
月球轨道器5号拍摄的卡利普斯月溪图像

该陨坑四周地貌：西北偏西方是卡西尼环形山；东北为废墟般的亚历山大环形山。西面是雨海、西北是高加索山脉 ，东南面临近着澄海并分布着一条被称为“卡利普斯月溪”的弧形月谷，向东北延伸约40公里。
该陨坑中心的月面座标为北纬38.92°、东经10.72°，直径长34.03公里，深度约2088米。
卡利普斯环形山外形呈多边形，西侧和东北角向外凸出，东侧壁沿峻峭，西侧内壁坡有崩塌堆积层。侧壁平均较周边月表高出960米，陨坑体积约822.58立方千米。坑内地底粗糙而不规则，遍布着大量的小山丘和山脊，陨坑外侧则被崎岖的山脉地形包围。

## 卫星陨石坑
按惯例，这些最靠近卡利普斯陨石坑的卫星坑，将通过在其中心点旁放置一字母而在月球地图上标示出来。

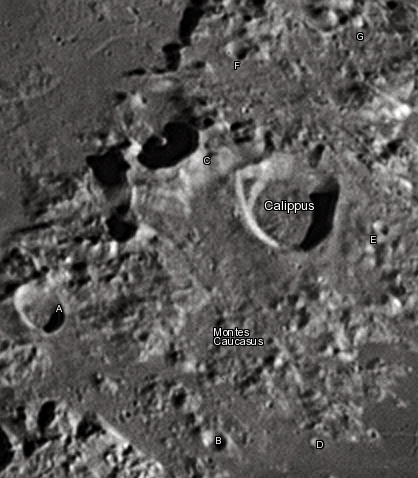
周边卫星坑图.

| 卡利普斯 | 纬度     | 经度     | 直径      |
| -------- | -------- | -------- | --------- |
| A        | 37.06° N | 7.87° E  | 15.72公里 |
| B        | 36.08° N | 10.07° E | 7.21公里  |
| C        | 39.43° N | 9.16° E  | 37.69公里 |
| D        | 36.38° N | 11.31° E | 3.99公里  |
| E        | 38.92° N | 11.89° E | 4.82公里  |
| F        | 40.58° N | 10.00° E | 6.75公里  |
| G        | 41.30° N | 11.55° E | 3.78公里  |